# Lindsaea obscura
Lindsaea obscura är en ormbunkeart som beskrevs av Guido Georg Wilhelm Brause. Lindsaea obscura ingår i släktet Lindsaea och familjen Lindsaeaceae. Inga underarter finns listade.